# NWLink
NWLink (IPX/SPX/NetBIOS-совместимый транспортный протокол) —  реализация протоколов Novell IPX/SPX и NetBIOS, созданная корпорацией Microsoft, для операционных систем Windows. Является сетевым протоколом 3 уровня модели OSI.
NWLink могут использовать клиенты Windows для обращения к клиент-серверным приложениям на серверах Novell NetWare, a также клиенты NetWare для обращения к клиент-серверным приложениям на серверах Windows. NWLink позволяет компьютерам под управлением Windows связываться с другими сетевыми устройствами, например, принтерами, использующими IPX/SPX. NWLink можно также применять в малых сетях, где есть только клиенты Microsoft (Windows и др.).
NWLink соответствует спецификации интерфейса сетевого драйвера Network Driver Interface Specification, он является 32-разрядной реализацией протокола Novell IPX/SPX. NWLink поддерживает два прикладных сетевых интерфейса (API): NetBIOS и Windows Sockets. Эти два API поддерживают взаимодействие между компьютерами под управлением Windows NT/2000 и между компьютерами под управлением Novell NetWare и Windows NT/2000.
Транспортный драйвер NWLink — реализация протоколов NetWare низшего уровня, включающих IPX, SPX, RIPX (RIP поверх IPX) и NBIPX (NetBIOS поверх IPX). IPX управляет адресацией и маршрутизацией пакетов данных внутри и между сетями, SPX обеспечивает надёжную доставку, поддерживая порядок следования пакетов и подтверждений. NWLink обеспечивает совместимость NetBIOS с уровнем NetBIOS поверх IPX.